# Азы (Тевризский район)
Азы (сибирскотат. 
Азы) — деревня в Тевризском районе Омской области России. Входит в состав Кипского сельского поселения. Население 84 чел. (2010) .

## История
В соответствии с Законом Омской области от 30 июля 2004 года № 548-ОЗ «О границах и статусе муниципальных образований Омской области» деревня вошла в состав образованного Кипского сельского поселения. 

## География
Расположен на востоке региона, в пределах Западно-Сибирской равнины, на р. Кип.
Абсолютная высота — 57 м. над уровнем моря.

## Население
| 2010 |
| ---- |
| 84   |

Гендерный состав
По данным Всероссийской переписи населения 2010 года в гендерной структуре населения из 84 человек мужчин — 45, женщин — 39 (53,6 и	46,4  % соответственно) .
Национальный состав
Согласно результатам переписи 2002 года, в национальной структуре населения татары составляли 92 % от общей численности населения в 110 чел.

## Инфраструктура
Личное подсобное хозяйство. 

## Транспорт
Просёлочные дороги.